# Team Katusha/Saison 2014
Dieser Artikel listet Erfolge und Fahrer des Radsportteams Katusha in der Saison 2014 auf.

## Erfolge in der UCI World Tour
| Datum        | Rennen                                   | Sieger             |
| ------------ | ---------------------------------------- | ------------------ |
| 24. März     | Mailand–Sanremo                          | Alexander Kristoff |
| 26. März     | 3. Etappe Volta Ciclista a Catalunya     | Joaquim Rodríguez  |
| 24.–30. März | Gesamtwertung Volta Ciclista a Catalunya | Joaquim Rodríguez  |
| 2. Mai       | 3. Etappe Tour de Romandie               | Simon Špilak       |
| 11. Juni     | 4. Etappe Critérium du Dauphiné          | Juri Trofimow      |
| 12. Juni     | 5. Etappe Critérium du Dauphiné          | Simon Špilak       |
| 17. Juli     | 12. Etappe Tour de France                | Alexander Kristoff |
| 20. Juli     | 15. Etappe Tour de France                | Alexander Kristoff |
| 24. August   | Vattenfall Cyclassics                    | Alexander Kristoff |

## Erfolge in der UCI Asia Tour
| Datum       | Rennen                 | Kat. | Sieger             |
| ----------- | ---------------------- | ---- | ------------------ |
| 19. Februar | 2. Etappe Tour of Oman | 2.HC | Alexander Kristoff |

## Erfolge in der UCI Europe Tour
| Datum           | Rennen                                     | Kat. | Sieger             |
| --------------- | ------------------------------------------ | ---- | ------------------ |
| 1. Mai          | Rund um den Finanzplatz Eschborn-Frankfurt | 1.HC | Alexander Kristoff |
| 21. Mai         | 1. Etappe Tour of Norway                   | 2.HC | Alexander Kristoff |
| 25. Mai         | 5. Etappe Tour of Norway                   | 2.HC | Alexander Kristoff |
| 29. Mai         | 2. Etappe Tour des Fjords                  | 2.1  | Alexander Kristoff |
| 31. Mai         | 4. Etappe Tour des Fjords                  | 2.1  | Alexander Kristoff |
| 1. Juni         | 5. Etappe Tour des Fjords                  | 2.1  | Alexander Kristoff |
| 28. Mai–1. Juni | Gesamtwertung Tour des Fjords              | 2.1  | Alexander Kristoff |
| 27. Juni        | Russische Meisterschaft – Einzelzeitfahren | CN   | Anton Worobjow     |
| 27. Juni        | Lettische Meisterschaft – Einzelzeitfahren | CN   | Gatis Smukulis     |
| 29. Juni        | Russische Meisterschaft – Straßenrennen    | CN   | Alexander Porsew   |
| 13. Juli        | 8. Etappe Österreich-Rundfahrt             | 2.HC | Marco Haller       |
| 15. August      | 2. Etappe Arctic Race of Norway            | 2.1  | Alexander Kristoff |
| 16. August      | 3. Etappe Arctic Race of Norway            | 2.1  | Simon Špilak       |
| 17. August      | 4. Etappe Arctic Race of Norway            | 2.1  | Alexander Kristoff |
| 1. Oktober      | Milano–Torino                              | 1.HC | Giampaolo Caruso   |

## Zugänge – Abgänge
| Zugänge           | Team 2013       | Abgänge          | Team 2014    |
| ----------------- | --------------- | ---------------- | ------------ |
| Jegor Silin       | Astana Pro Team | Timofei Krizki   | RusVelo      |
| Alexander Rybakow | RusVelo         | Xavier Florencio | Karriereende |
| Pawel Kotschetkow | RusVelo         | Denis Menschow   | Karriereende |

## Mannschaft
| Name                  | Geburtstag         | Nationalität |              |
| --------------------- | ------------------ | ------------ | ------------ |
| Maxim Belkow          | 9. Januar 1985     | Russland     |              |
| Pawel Brutt           | 29. Januar 1982    | Russland     |              |
| Giampaolo Caruso      | 15. August 1980    | Italien      |              |
| Wladimir Gussew       | 4. Juli 1982       | Russland     |              |
| Marco Haller          | 1. April 1991      | Österreich   |              |
| Pjotr Ignatenko       | 27. September 1987 | Russland     |              |
| Michail Ignatjew      | 7. Mai 1985        | Russland     |              |
| Wladimir Isajtschew   | 21. April 1986     | Russland     |              |
| Alexander Kolobnew    | 4. Mai 1981        | Russland     |              |
| Dmitri Kosontschuk    | 5. April 1984      | Russland     |              |
| Pawel Kotschetkow     | 7. März 1986       | Russland     |              |
| Alexander Kristoff    | 5. Juli 1987       | Norwegen     |              |
| Aljaksandr Kuschynski | 27. Oktober 1979   | Belarus      |              |
| Wjatscheslaw Kusnezow | 24. Juni 1989      | Russland     |              |
| Alberto Losada        | 28. Februar 1982   | Spanien      |              |
| Daniel Moreno         | 5. September 1981  | Spanien      |              |
| Luca Paolini          | 17. Januar 1977    | Italien      |              |
| Alexander Porsew      | 21. Februar 1986   | Russland     |              |
| Joaquim Rodríguez     | 12. Mai 1979       | Spanien      |              |
| Alexander Rybakow     | 17. Mai 1988       | Russland     |              |
| Rüdiger Selig         | 19. Februar 1989   | Deutschland  |              |
| Jegor Silin           | 25. Juni 1988      | Russland     |              |
| Gatis Smukulis        | 15. April 1987     | Lettland     |              |
| Simon Špilak          | 23. Juni 1986      | Slowenien    |              |
| Juri Trofimow         | 26. Januar 1984    | Russland     |              |
| Sergei Tschernezki    | 9. April 1990      | Russland     |              |
| Ángel Vicioso         | 13. April 1977     | Spanien      |              |
| Eduard Worganow       | 7. Dezember 1982   | Russland     |              |
| Anton Worobjow        | 12. Oktober 1990   | Russland     |              |
| Alexei Zatewitsch     | 5. Juli 1989       | Russland     |              |
| Stagiaires            | Stagiaires         | Nationalität | Nationalität |
| Sven Erik Bystrøm     | Sven Erik Bystrøm  | Norwegen     |              |